# زینتال
زینتال (به آلمانی: Sinntal) یک شهر در آلمان است که در ماین-کینتسیگ واقع شده‌است. زینتال ۹٬۵۲۸ نفر جمعیت دارد.